# 硫黄回収装置
硫黄回収装置（いおうかいしゅうそうち、英：Claus process：クラウスプロセス）は、気体状の硫化水素から単体硫黄を生産する工業プロセスである。
1883年、ドイツ出身の化学者カール・フリードリヒ・クラウスにより特許が取得された。

## 概要
原料の硫化水素には、水素化脱硫装置や合成ガス製造装置の副生物を使用することが多い。これらの装置では、化学反応によって生じた硫化水素を含むガスから、アミンガス処理によって高濃度の硫化水素を生成する。硫化水素を25%以上含むガスであれば、硫黄回収装置の原料ガスとして使用可能である。原料中の不純物としては、シアン化水素、炭化水素、二酸化硫黄、アンモニアなどが考えられる。
総括反応式は以下のとおりである。これをクラウス反応と呼ぶ。
2H2S + O2 → 2S + 2H2O

## プロセス
硫黄回収装置は熱反応部と触媒反応部からなる。
熱反応部では、850℃を超える温度で原料ガスを燃焼する。燃焼空気の量は、硫化水素のちょうど3分の1が二酸化硫黄に転換するように制御する。酸素富化空気を燃焼空気とすることもある。
2H2S + 3O2 → 2SO2 + 2H2O
燃焼ガスは熱交換器によって冷却凝縮し、原料中の硫黄のうち60-70%が凝縮して液体硫黄となる。熱交換器では燃焼ガスの熱によって水蒸気を発生してエネルギーを回収する。
触媒反応部では、活性アルミナや二酸化チタンの触媒を用いてクラウス反応を促進し、熱反応部で残った硫化水素と二酸化硫黄を単体硫黄に転化する。
2H2S + SO2 → 3/2 S2 + 2H2O
触媒反応部では、加熱、触媒反応、凝縮を順次行う。加熱器において処理ガスをヒーターで加熱して触媒反応に適した温度にする。触媒反応は、発熱反応なので低温であるほど転化率が高いが、触媒層の中で硫黄が凝縮して触媒を劣化させることがないよう留意が必要である。硫黄凝縮器では、反応ガスを130-150℃に冷却して硫黄を凝縮させる。ここでも水蒸気発生による熱回収がなされる。
通常の設備では、硫黄の回収率を上げるため、加熱、触媒反応、凝縮を、二段階ないし三段階にわたって繰り返し行う。テールガス処理装置が設置される場合には二段階となることが多い。
凝縮によって生成した液体硫黄は、溶け込んでいる硫化水素などのガス分を脱ガス設備で除去してから後工程を経て製品となる。
硫黄回収装置で処理した後のガスをテールガスという。これは硫化水素、水素、一酸化炭素などを含んでいるので、燃焼炉で燃焼処理するか、テールガス処理装置で脱硫処理してから排ガスとして大気放出する。

## プロセスの性能
二段階の触媒反応によって、典型的には原料中の硫黄の97%が回収できる。また硫黄1トンについて、2.6トンの水蒸気が副生する。